# Granica Europa-Azja
Granica Europa – Azja – linia podziału Eurazji na Europę i Azję. Granica ta jest i zawsze była umowna, w dużym przybliżeniu łączy ona Morze Czarne, Morze Kaspijskie i Morze Karskie.

## Granica wschodnia
Różne warianty przebiegu granicy:

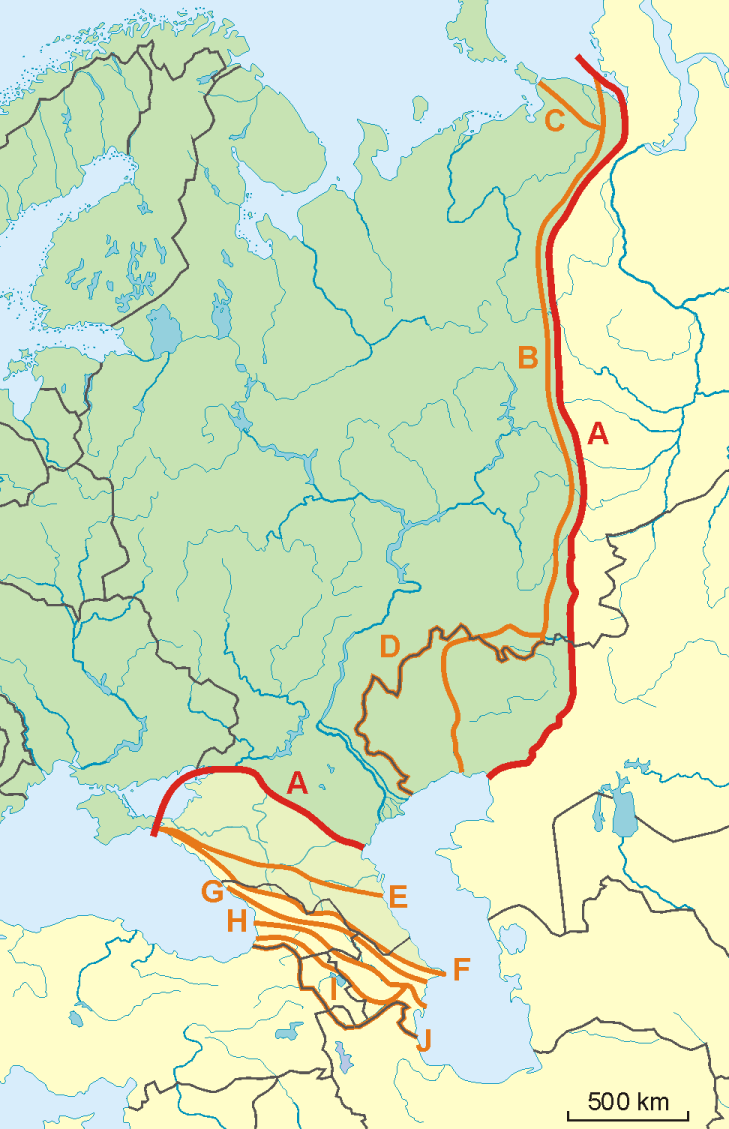
Kolor zielony – Europa; żółty – Azja; linia A – wariant przebiegu granicy, B-J – inne warianty przebiegu granicy

- granica czerwona (A) na mapie: północno-zachodnim i północnym brzegiem Morza Kaspijskiego do (sezonowego) ujścia rzeki Emby; następnie w górę Emby w kierunku północno-wschodnim aż do jej źródeł w Mugodżarach; dalej prostopadle na północ do miejsca, w którym rzeka Ural ostro skręca ku zachodowi i górnym biegiem tej rzeki na północ aż do podnóża Uralu (jak na mapie; taki przebieg granicy najczęściej podawany jest przez polskich geografów); wreszcie wschodnim podnóżem gór w kierunku północnym aż do rzeki Bajdaraty, z której biegiem skręca na północny wschód do jej ujścia do Zatoki Bajdarackiej na Morzu Karskim, dalej wschodnim wybrzeżem Nowej Ziemi do Przylądka Flissingskiego.

- wzdłuż grzbietu Uralu (działem wód), a nie wschodnim podnóżem tych gór, i na północy bezpośrednio do Morza Karskiego (wariant B na mapie; powszechnie przyjmowany w krajach anglosaskich); względnie skręca na zachód, grzbietem gór Paj-Choj aż do przylądka Jugorskij Szar i dalej wschodnim wybrzeżem wysp Wajgacz i Nowej Ziemi (wariant C na mapie);
- górami Ural (działem wód lub wschodnimi stokami), rzeką Ural aż do Morza Kaspijskiego (wariant B na mapie);
- górami Ural (działem wód lub wschodnimi stokami), następnie rzeką Ural przez miasto Orsk do granicy między Kazachstanem a Rosją i dalej tą granicą aż do Morza Kaspijskiego (wariant D na mapie)
- wschodnimi stokami Uralu, wzdłuż Mugodżarów, zachodnią granicą wyżyny Ustiurt i północną granicą wyżyny Mangystau (Mangyszłak) (na półwyspie o tej samej nazwie) do Morza Kaspijskiego obok miasta Fort-Szewczenko (granica ta stosowana jest m.in. w niektórych polskich atlasach i mapach szkolnych)

## Granica południowo-wschodnia
Terytoria należące do Europy według wszystkich współczesnych definicji granicy między Europą a Azją
     Terytoria, których kontynentalna przynależność do Europy zależy od wybranego określenia granicy między Europą a Azją
     Terytoria poza geograficzną Europą, często określane jako Europa na podstawie kryteriów geopolitycznych, ekonomicznych i historyczno-kulturowych

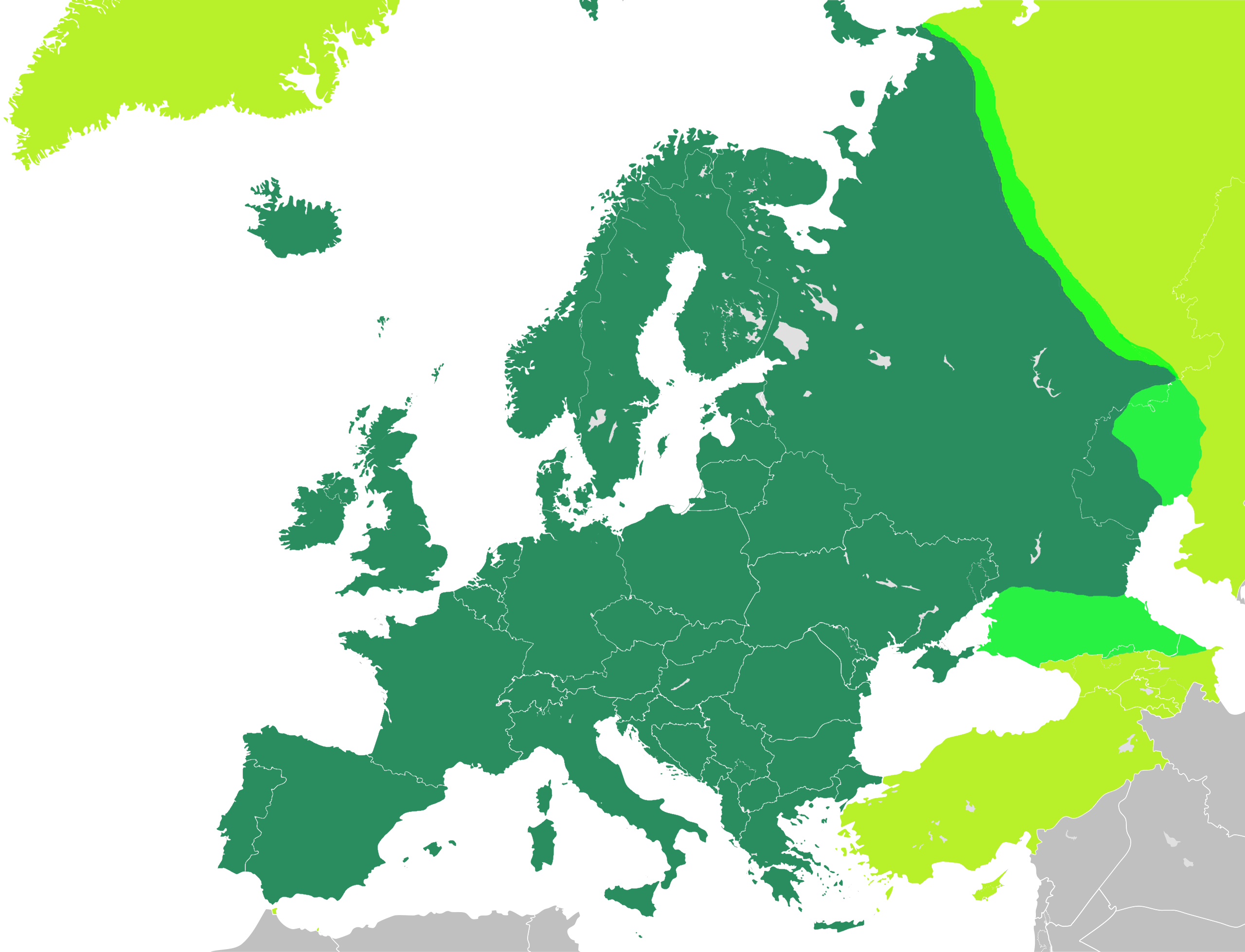
Terytoria należące do Europy według wszystkich współczesnych definicji granicy między Europą a Azją
Terytoria, których kontynentalna przynależność do Europy zależy od wybranego określenia granicy między Europą a Azją
Terytoria poza geograficzną Europą, często określane jako Europa na podstawie kryteriów geopolitycznych, ekonomicznych i historyczno-kulturowych

Granica południowo-wschodnia – linia podziału między Morzem Czarnym a Kaspijskim – budzi największe kontrowersje i jest źródłem rozbieżności.
- od Cieśniny Kerczeńskiej na północ, wschodnim brzegiem Morza Azowskiego i Zatoki Taganroskiej do ujścia rzeki Don; dalej w górę Donu do ujścia Manyczu, następnie Manyczem i Obniżeniem Kumsko-Manyckim do środkowego odcinka rzeki Kumy; potem dolnym jej biegiem w kierunku wschodnim aż do ujścia do Morza Kaspijskiego (wariant A na mapie);
- szczytami Wielkiego Kaukazu, od Półwyspu Apszerońskiego na południe (lub na północ) od Baku, po Cieśninę Kerczeńską (wariant F na mapie, ten wariant jest najpowszechniej przyjmowany w krajach anglosaskich);
- wzdłuż północnych podnóży Kaukazu (wariant E na mapie; granica ta stosowana jest m.in. w niektórych polskich atlasach i mapach szkolnych)
- wzdłuż południowych podnóży Kaukazu (wariant G na mapie)
- obniżeniem tektonicznym między Wielkim i Małym Kaukazem – czyli wzdłuż rzek Rioni i Kura, przez środek Gruzji i Azerbejdżanu (wariant H na mapie);
- wzdłuż grzbietu Małego Kaukazu (Gruzja, Armenia) i dalej wzdłuż rzek Araks i Kura (wariant I na mapie);
- wzdłuż dawnej południowej granicy ZSRR, czyli obecnej granicy politycznej między Turcją i Iranem a Gruzją, Armenią i Azerbejdżanem (wariant J na mapie).

## Problem granicy na Morzu Egejskim
Problematyczny jest przebieg tej granicy na Morzu Egejskim – przyjmuje się, że przebiega środkiem Morza Egejskiego (zatem część wysp Grecji leży w Azji).
Istnieją jednak koncepcje, że granica ta przebiega wzdłuż granicy politycznej między Grecją a Turcją, lub wschodnim wybrzeżem Morza Egejskiego (odcinając Anatolię od morza i wszelkich na nim wysp).

## Historia

Oikumene – zamieszkany świat w czasach Herodota

Helleńska kultura w okresie najdawniejszym rozróżniała dwie części świata – Europę i Azję, przy czym Europą określano ziemie na północy, a Azją na południu. Wyodrębnienie Libii (tj. Afryki) jako osobnej części świata nastąpiło na krótko przed czasami Herodota. Pod wpływem greckiej eksploracji wybrzeży czarnomorskich nastąpiło opisanie mórz Egejskiego, Marmara, Czarnego i Azowskiego, przedzielonych cieśninami: Dardanelle, Bosfor i Kerczeńską. Następstwem tej ekspansji zmiana poglądów na wzajemne usytuowanie Europy i Azji: jako że ziemie Europy i Azji rozróżniano odtąd na położone po lewej dla statków płynących przez ww. cieśniny ziemie europejskie i położoną po prawej Azję. Od tego rozróżnienia Europą stały się ziemie na zachodzie, a Azją na wschodzie znanego świata. Konsekwencją tego rozumowania było uznanie rzeki Don za granicę Europy z Azją, gdyż jest ona największą rzeką uchodzącą do Morza Azowskiego.
Rzymski geograf z I w. n.e. Pomponiusz Mela uznał za granicę rzekę Wisłę, gdyż tereny położone na wschód od niej były już nieznane ówczesnej geografii.

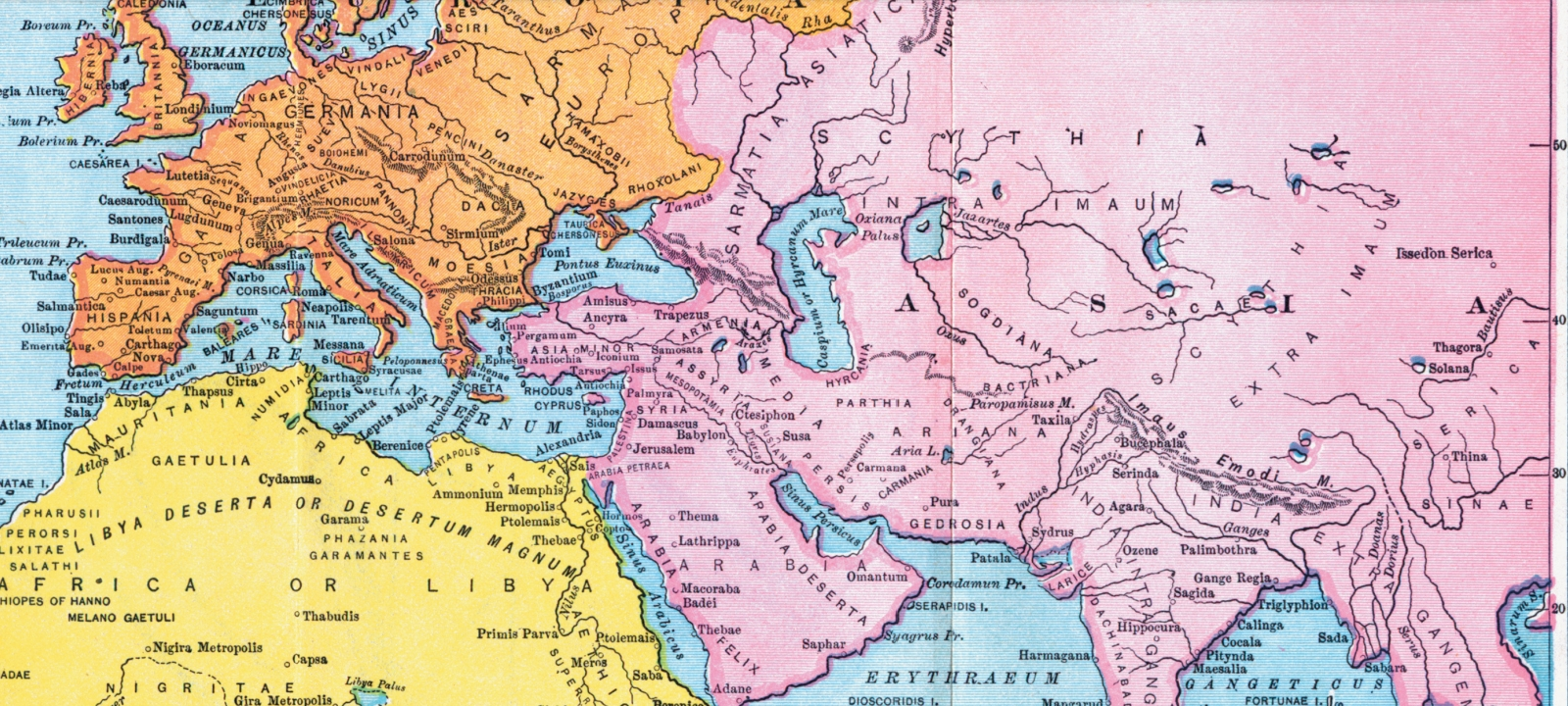
Obszar świata znany w starożytności. Widoczny podział na Sarmację Europejską i Sarmację Azjatycką.

W świadomości europejskiej do czasów Oświecenia dorzecze Wołgi traktowano jako znajdujące się już w Azji, np. w Tractatus de duabus Sarmatiis Macieja Miechowity (1517) obszar Eurazji nazywany wówczas Sarmacją podzielono na wzdłuż Donu na Sarmację Europejską i na Sarmację Azjatycką. W historiografii europejskiej, istniejąca poza wzgórzami Wałdaju trzecia część Rusi, w której powstało Wielkie Księstwo Moskiewskie (później kolejno pn. Carstwo Moskiewskie i Cesarstwo Rosyjskie), umieszczano w Sarmacji Azjatyckiej. Później ten pogląd utrwalał się poprzez trwającą ok. 250 lat zależność od Mongołów, a następnie trwającą również ok. 250 lat izolację suwerennej już Rusi Moskiewskiej od spraw europejskich.
Wielkie nabytki terytorialne, zdobywane w XVIII wieku przez Rosję w Europie kosztem Szwecji, Rzeczypospolitej oraz Turcji i związane z tym zaangażowanie się Rosji w sprawy europejskie wiązało się z planowym, odgórnym upodabnianiem Rosji do krajów europejskich. Konsekwencją uznania się przez Rosję za państwo europejskie była konieczność zdefiniowania nowej granicy między Europą i Azją. Autorem koncepcji ustanawiającej granicę wzdłuż grzbietów Uralu był Wasilij Tatiszczew, autor historyczno-geograficznej encyklopedii Rosji (1793 r.), który chciał w ten sposób włączyć do Europy kolebkę państwowości rosyjskiej, jaką było dorzecze Wołgi.
Jeszcze Wolter w 1752 r. stawiał Rosję poza obrębem Europy, którą definiował jako wspólnotę religijną i prawno-polityczną, i sugerował by uznać ziemie od Morza Bałtyckiego do granicy Chin za odrębną od niej część świata. Władze rosyjskie zwalczały ideę nieeuropejskości Rosji, m.in. Katarzyna II zadekretowała europejską tożsamość Rosjan. Kontynuacją koncepcji Woltera była koncepcja Heartlandu Halforda Mackindera (1904). Po zwycięstwie bolszewików w wojnie domowej, wśród białej emigracji narodziła się koncepcja, by odrzucić podział Rosji na części europejską i azjatycką, zastępując te pojęcia pojęciem Rosji-Eurazji. Koncepcja ta, choć uznawana w ZSRR za nieprawomyślną, przenikała jednak do sowieckiej praktyki i świadomości, a po upadku ZSRR zajęła na przełomie XX i XXI w. dominującą pozycję w nauce i publicystyce Rosji.

## Galeria

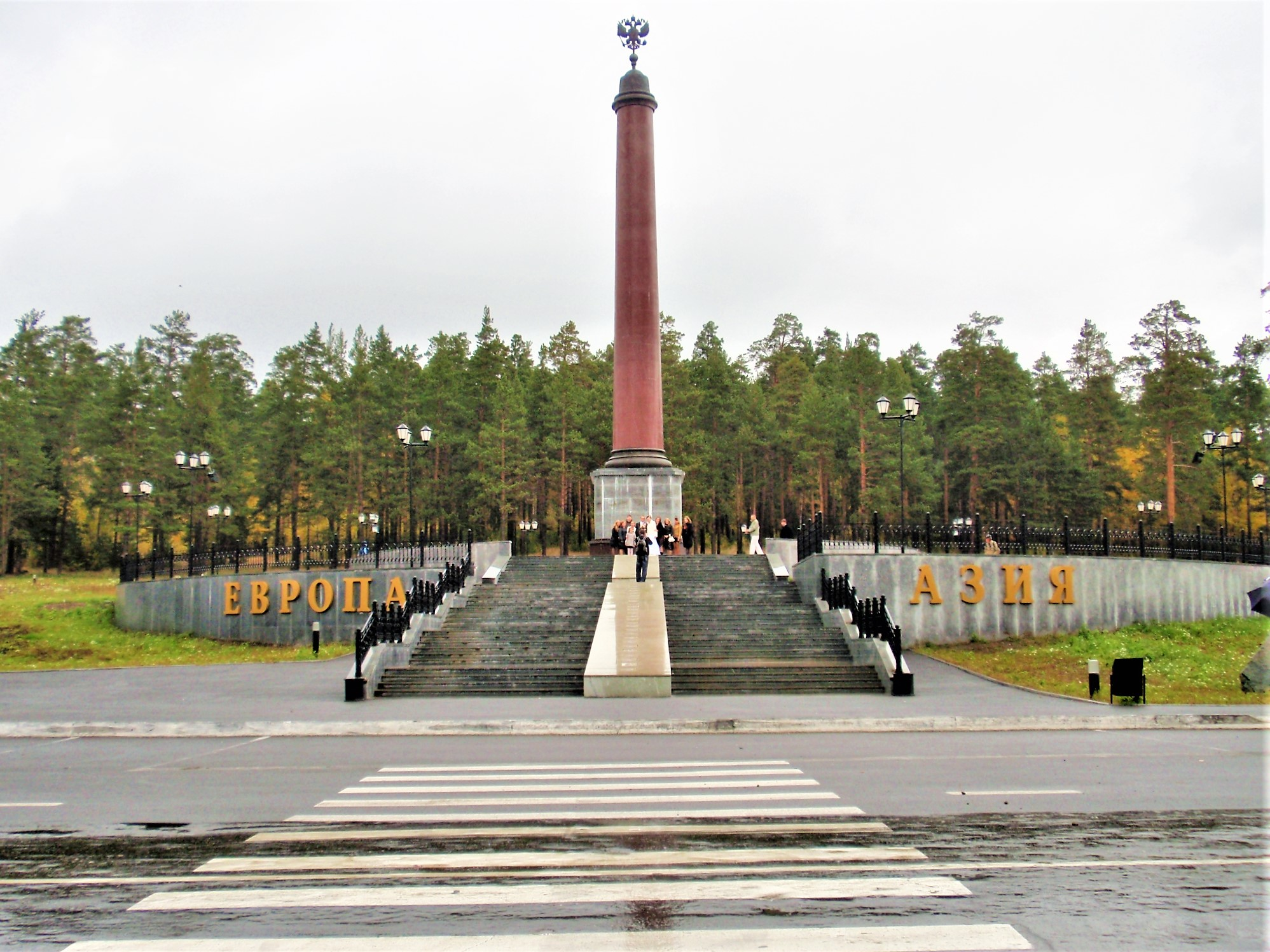
Granica Europa-Azja (Европа-Азия) w Pierwouralsku w Rosji
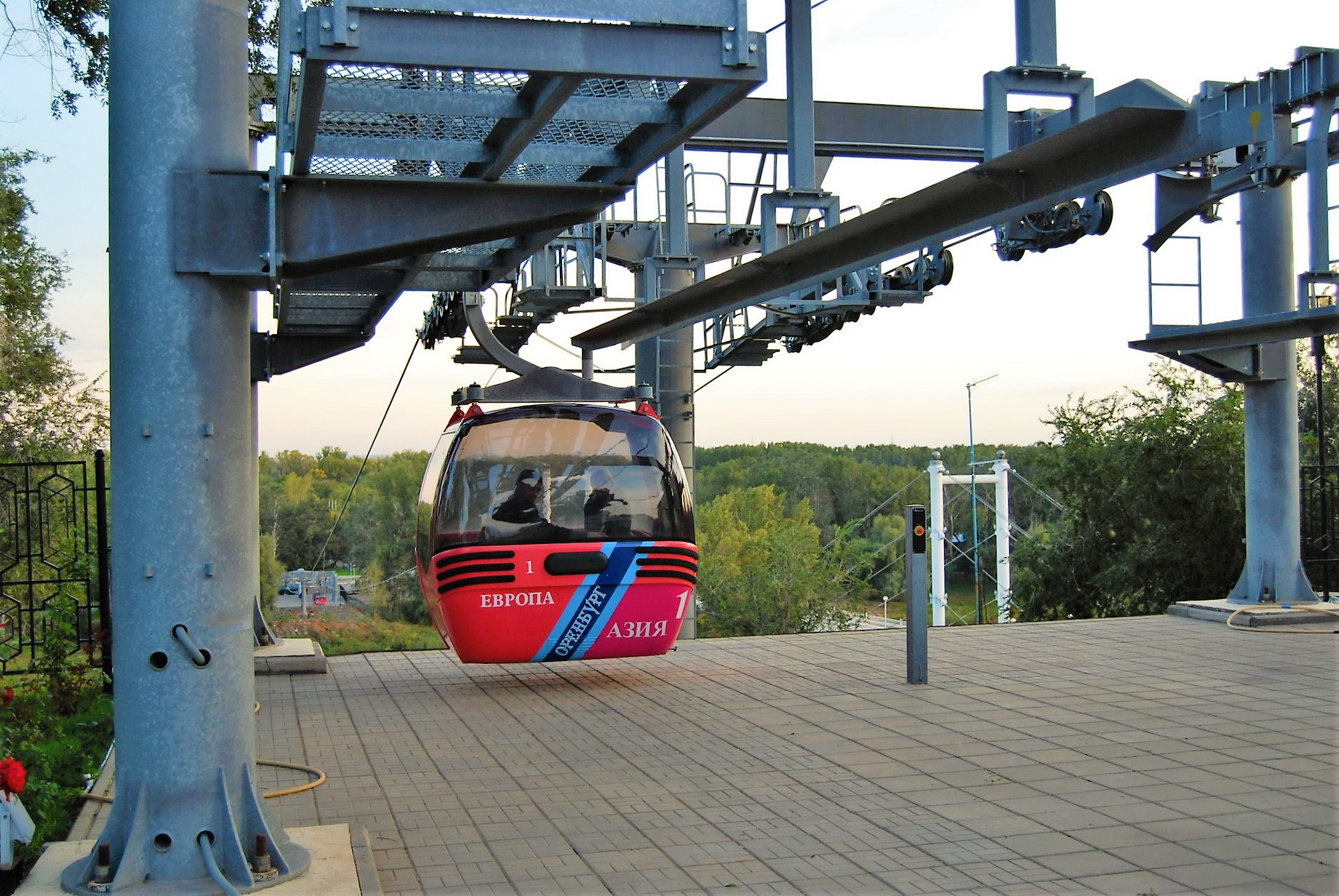
Kolej gondolowa Europa-Azja (Европа-Азия) w Orenburgu
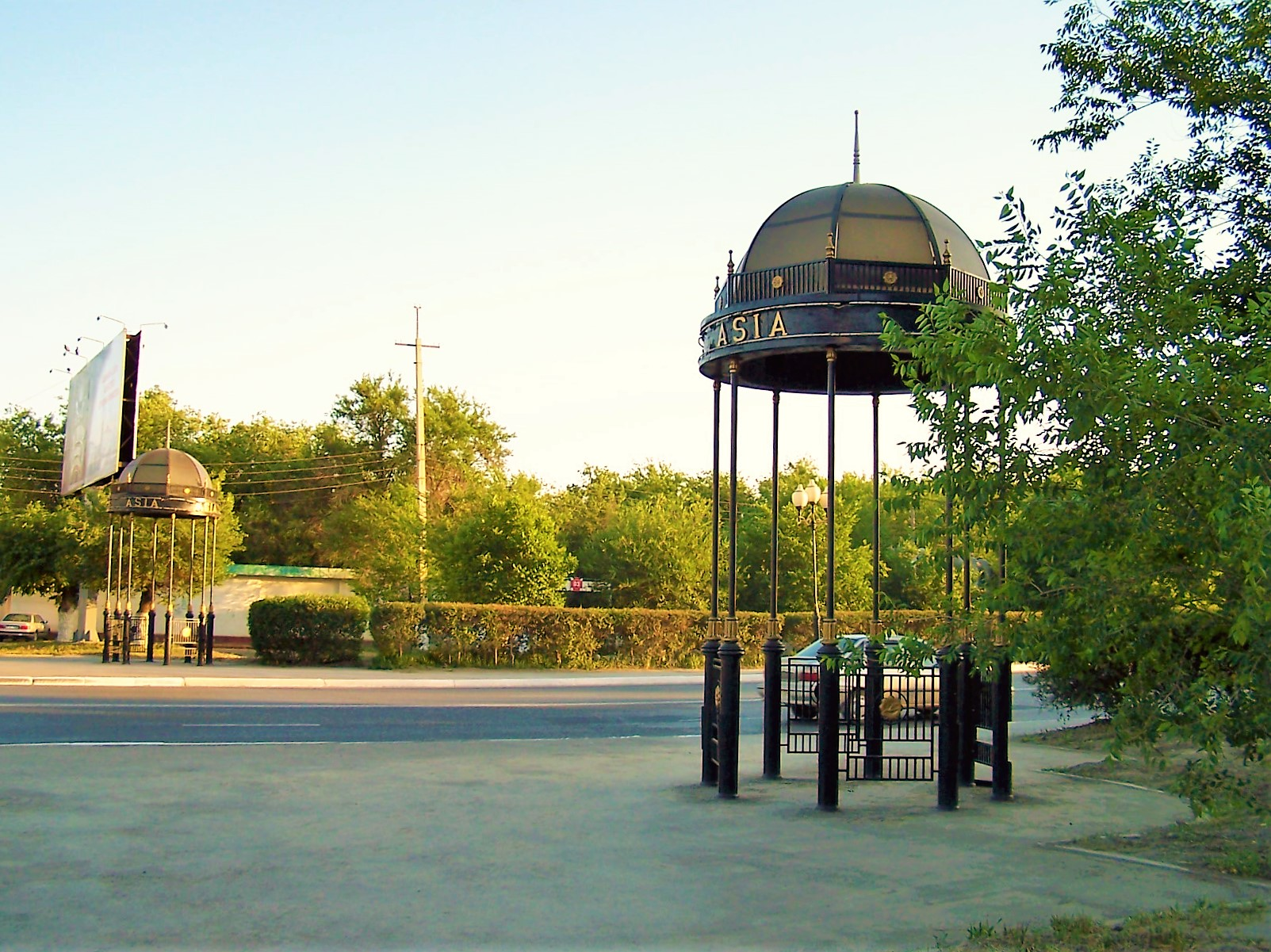
Obeliski w Atyrau po wschodniej stronie rzeki Ural, witające w Azji